# Roger Ferdinand
Roger Ferdinand, ou Roger-Ferdinand, (Saint-Lô, 1898 - Palaiseau, 1967) foi um dramaturgo francês, mais especificamente do tipo "teatro de boulevard".
Conhecido por um grande sucesso popular no final da década de 1940 e durante os anos 1950, com a peça Les J3.
Muitas de suas peças foram transformadas em filmes para cinema ou televisão.
O Teatro Municipal de Saint-Lô perpetuou sua memória sendo rebatizado com seu nome. Uma rua de Palaiseau também.

## Obras
- Irma, 1926
- La Foire aux sentiments, 1928
- Un homme en or, 1934
- Deux de la réserve, 1938
- Trois Artilleurs à l'opéra, 1938
- Un homme et sa femme, 1939
- Le Président Haudecœur, 1940
- Les J3 ou la Nouvelle école, 1943
- Le Père de Mademoiselle, 1953
- Les croulants se portent bien, 1959
- Le signe de kikota 1960